# Femmes prévoyantes socialistes
 (avril 2012).
Pour les articles homonymes, voir FPS.

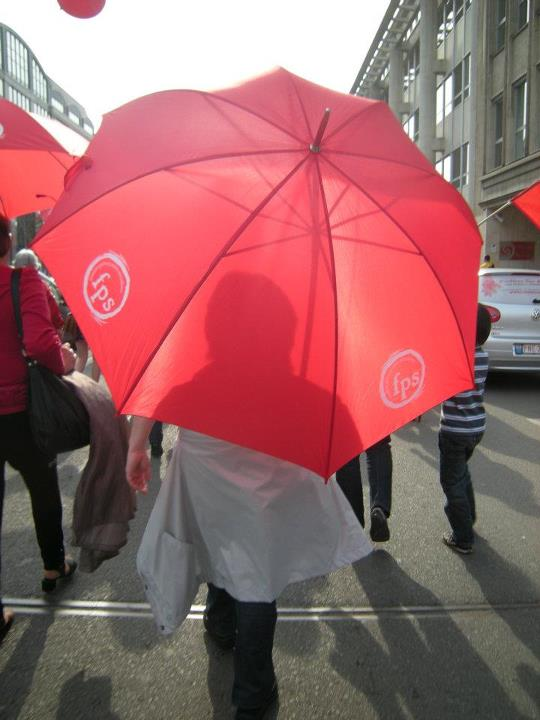
Manifestation pour le droit à l'avortement, Bruxelles, 24 mars 2012.

Les Femmes prévoyantes socialistes ou FPS, dénommé Soralia depuis 2022, est un mouvement féministe belge de gauche né en 1922, actif dans les domaines de la santé et de la citoyenneté. Il est structuré en une ASBL nationale (association sans but lucratif) féministe, progressiste, laïque et mutualiste. Il fait partie du réseau associatif de la mutualité Solidaris.

## Historique
Tout débute par la pilarisation du féminisme dans le contexte de la pilarisation belge. Ce concept, ayant vu le jour au Pays Bas (verzuiling), a aussitôt fait son apparition en Belgique, construit sur les clivages philosophiques et socio-économiques. La Belgique est marquée par une forte pilarisation, apparue dès le XIXe siècle et prégnante jusqu’au quart du XXe siècle. Les différents acteurs de la société sont les partis politiques, syndicats, mutuelles, mouvement de jeunesse, se regroupent en divers piliers : le pilier chrétien, le pilier socialiste et le pilier libéral sur une base idéologique. Ils sont également considérés comme des groupes de pression.
En effet, c’est en 1831 que la Belgique se dote d’une Constitution éminemment libérale garantissant, toutes les grandes libertés modernes. Mais l’adoption du système de suffrage censitaire est exclusivement réservée aux hommes excluant 98% de la population en ce, les classes laborieuses, les femmes, les étrangers. Par ailleurs, l’exclusion des femmes de la sphère publique est renforcée par le Code civil de 1804 qui relègue les femmes mariées au rang d’éternels mineurs et les prive de la capacité juridique. Par conséquent, ces discriminations provoquent une réaction venant d’un petit groupe de femmes issu de la bourgeoisie progressiste et séduit par les thèses égalitaires du socialisme revendiquant dans les années 1830 et 1840 plus de droits en faveur des femmes. Formé aux théories de Saint-Simon et Fourier, cela leur permet d’acquérir une conscience politique forte et très structurée. La plus connue est Zoé de Gamond (1806-1854). Ces femmes ne réclament pas une égalité totale entre les hommes et femmes car cela serait en désaccord avec les convictions chrétiennes et leurs attachements aux valeurs familiales et traditionnelles. C’est la fille de Zoé de Gamond, Isabelle Gatti, qui achève le travail procédé par sa mère tout cela avec l’aide de l’administration communale de Bruxelles. Elle fonde en 1834 les premiers cours d’éducation pour jeunes filles qui ouvrent la voie à un enseignement secondaire de qualité pour filles. À la fin du XIXe siècle, les premières jeunes filles formées dans les écoles d’Isabelle Gatti constitueront une base de recrutement pour les militantes des premières associations féministes.
Isabelle Gatti mènera ce parcours pendant plus de 30 ans avec l’aide des libéraux progressistes malgré la réticence des libéraux doctrinaires. Dès le début du XXe siècle, le féminisme est traversé par la même pilarisation que la société belge et l’allégeance des groupes chrétiens et socialistes à leur parti respectif érige le féminisme laïc.
Il en vient à souligner que la sécurité sociale est bien plus ancienne que l’État. C’est en 1821 que la première société d’assistance mutuelle a été créée chez les linotypistes de Louvain : caisse de secours mutuel pour ouvriers. On remarque en 1831 avec la création de L’État, la reconnaissance des mutuelles privées et personnelles par la loi. Il y a également en même temps la création de syndicats ayant pour objectif principal la revendication de meilleures conditions de travail et des caisses mutuelles de chômages pour pallier la perte de revenu à la suite des licenciements.
L’histoire des mutualités débute en Belgique au XIXe siècle. Les premières «sociétés de secours mutuelles», voient le jour en 1820. Elles visent à protéger la santé de leurs membres et les mettre à l’abri du besoin grâce à des cotisations des mutuelles qui permettent d’octroyer des indemnités aux malades qui ne pouvaient pas être en mesure de travailler afin d'accéder à des soins sanitaires. De plus, celles-ci rejettent principalement les conceptions paternalistes. C'est ainsi qu'a vu le jour, en 1869, la première société de secours de mutuel socialiste sous le nom de "La Solidarité".
Une seconde mutualité s'est créée en 1886 au nom de "Bond Moyson" à Gand.
En 1894 et 1898, des lois reconnaissent le rôle de ces structures et leur accordent des subsides publics. Les mutualités deviennent dès lors des organismes sociaux d’assurance. Le secteur mutualiste se structure progressivement en se regroupant par «piliers» traditionnels de l’État (chrétien, socialiste, libéral). C’est ainsi donc qu’est née à son tour, au côté de la Mutualité Socialiste, la caisse d'entraide mutuelle féminine, La Femme Prévoyante.
La première caisse d’entraide mutuelle féminine, La Femme Prévoyante est créée en 1913, au sein d’une mutualité socialiste locale.

## Structure Organisationelle
L'organisation Vooruitde Vrouwen / Les Femmes Prévoyantes (VV-FP) est fondée le 12 avril 1922 sous l'égide des Union Nationale des Mutualités Socialistes (UNMS) sur base de cette expérience et en reprenant son nom, avec pour mission de défendre le droit à la santé des femmes et d’assurer la protection des mères et de leurs enfants via un système de couverture sociale efficace mais également une entraide entre femmes socialistes et des actions éducatives au profit des femmes ainsi que celui des enfants et des familles (infra : "But & Enjeux"). Elle prône la mise en place d’une réelle égalité et mixité ainsi que la garantie d’une plus forte justice sociale entre tous et toutes.
Arthur Jauniaux président des Mutualités socialistes soutient ce mouvement. La situation sanitaire des femmes ouvrières, est catastrophique à cette époque. Les femmes qui sont couvertes par les cotisations sociales de leurs maris ou pères, ne le sont que très partiellement. il y a a donc un besoin urgent de  créer des caisses d’entraide mutuelle pour les femmes ouvrières, les femmes d’ouvriers et leurs enfants. Ces caisses sont gérées de manière autonome par les militantes socialistes et basées sur le principe de la solidarité et de la prévoyance,,,.
L'initiative a également des visées plus politiques, comme amener les femmes à se joindre aux hommes - leurs maris- dans les batailles politiques ou syndicales pour sauvegarder les intérêts de la famille. L'ambition d'émancipation reste limitée, le Parti socialiste étant opposé au droit électoral des femmes. Il faudra d'ailleurs attendre 2007 pour que les Femmes prévoyantes socialistes se réclament du féminisme.
Les activités des Femmes prévoyantes sont principalement axées sur les besoins matériels des femmes et leurs besoins de formation. En Wallonie, une structure unique est créée, au niveau régional et local, sous le nom de Les Femmes Prévoyantes Socialistes (FPS), tout en continuant à travailler de manière indépendante au niveau national. En Flandre, des tentatives sont faites, avec plus ou moins de succès, pour créer une structure similaire sous le nom de  Socialistische Vooruitziende Vrouwen (SVV). Cette collaboration donne lieu, entre autres, aux magazines De Stem der Vrouw et La Famille prévoyante.
En 1933, elles organisent des consultations conjugales, considérées comme mettant en danger la natalité. Il leur faudra plus longtemps pour se rallier à la cause de l'avortement, même si elles parviennent, en 1973, à mobiliser leurs membres pour la libération du Docteur Peers, emprisonné pour avoir pratiqué des avortements illégaux.
Les Femmes prévoyantes socialistes font aujourd'hui partie du réseau associatif de la mutualité Solidaris. Le mouvement organise des activités d’éducation permanente, gère des écoles et centres de formation et des centres de planning familial sur l’ensemble du territoire de la Fédération Wallonie-Bruxelles ,mais également autour des écoles de promotions sociales, de centre d’insertion socio-professionnelle et de mission d’éducation permanente.
Les centres de planning familial des FPS sont regroupés en 23 structures, dont 8 qui pratiquent l’interruption volontaire de grossesse (IVG).

### Soralia
Le mouvement "Femmes Prévoyante Socialiste" change de nom en 2022 en "Soralia". Les principes fondamentaux et les valeurs demeurent malgré cela les mêmes : le féminisme, l’égalité, la solidarité, le progressisme et la laïcité.

## Les différentes régionales
Les Femmes prévoyantes socialistes regroupent, en 2022, 9 sections régionales : Brabant wallon, Bruxelles, Centre & Soignies, Charleroi, Liège, Mons-Borinage, Namur, Verviers et Wallonie picarde) et plus de 200 groupes locaux.

### Les FPS de Liège

#### Historique
Le 4 juillet 1927, la Fédération des mutualités socialistes de Liège reconnait la caisse primaire autonome «La Femme Prévoyante », laquelle est destinée aux femmes et aux enfants. En 1990, à la suite de la loi Busquin limitant la reconnaissance des mutualités aux organismes comptant au minimum 10 000 affiliés, les FPS ont fusionné avec la FMSS (Fédération des Mutualités Socialistes et Syndicales, aujourd'hui Solidaris Liège). Avec la régionale FPS de Verviers, elles couvrent le secteur de la province de Liège et constituent à présent le réseau associatif de Solidaris Liège.

#### Activités
Les FPS de la Province de Liège regroupent des ASBL et des services dans différents domaines : la santé (centres de Planning Familial, promotion de la santé), l'accueil des enfants et des jeunes (vacances, activités extrascolaires), l'insertion socioprofessionnelle (enseignement de promotion sociale, reclassement externe), l'éducation permanente (activités pour public multiculturel, féminin, de senior...).[réf. nécessaire]

## Buts & Enjeux
Les Femmes prévoyantes socialistes sont une organisation reconnue pour leur travail en faveur de l’égalité entre les sexes et de la justice sociale. Elles luttent contre la discrimination et les stéréotypes liés au genre tout en défendant les droits sexuels et reproductifs des femmes. L’organisation combat contre les disparités économiques et sociales qui affectent les femmes, notamment la pauvreté et la précarité.
L’organisation possède une grande expérience dans la défense des droits des femmes et de leur implication dans la vie publique et politique. Elle œuvre pour encourager des politiques environnementales plus durables tout en construisant une société inclusive et solidaire où tous ont leur place et peuvent d’épanouir pleinement. L’un des buts majeurs des Femmes prévoyantes socialistes est d’améliorer la santé et le bien-être des femmes et des familles. L’OMS (Organisation mondiale de la santé) définit la santé comme "un état de complet bien-être physique, mental et social et ne consiste pas seulement en une absence de maladie ou d’infirmité".
Les Femmes prévoyantes socialistes présentent diverses initiatives à destination des femmes et des familles, à savoir des conférences, des ateliers de formation, des échanges, des activités culturelles, des événements de sensibilisation et des camps de vacances pour les enfants. En outre, l’association met à disposition de ses adhérents des prestations de conseil en matière de nutrition, de santé, d’éducation, de travail social et de droit familial. Elle permet ainsi aux femmes de divers milieux et de différentes origines la possibilité de se rencontrer, d’échanger leurs expériences et de renforcer leurs compétences.
Les femmes prévoyantes socialistes s’investissent également dans la promotion de la participation des femmes dans les secteurs de la science, de la technologie, de l'ingénierie et des mathématiques (STIM), ainsi que dans la lutte contre les violences à caractère sexiste et la traite des êtres humains.